# Thủy điện Đăk Mi 4
Thủy điện Đăk Mi 4 là nhóm các công trình thủy điện xây dựng trên dòng Đăk Mi tại vùng đất xã Phước Hiệp huyện Phước Sơn tỉnh Quảng Nam, Việt Nam .
Thủy điện Đăk Mi 4, có tổng công suất lắp máy 190 MW với 4 tổ máy, dự án ban đầu gồm Đăk Mi 4A và Đăk Mi 4B mỗi trạm 2 tổ máy, khởi công tháng 04/2007 , hoàn thành tháng 05/2012 .
Sau đó thủy điện Đăk Mi 4C công suất 18 MW với 2 tổ máy được xây dựng bổ sung, nâng tổng công suất lắp máy 208 MW, khởi công tháng 11/2008, hoàn thành cùng năm 2012.

## Đặc điểm
Nước từ hồ chứa bên sông Đắk Mi qua đường hầm 3,3 km tới nhà máy điện Đăk Mi 4A 15°26′46″B 107°53′59″Đ / 15,44611°B 107,89972°Đ.
Nước xả ra được dùng cho phát điện ở thủy điện Đăk Mi 4B 15°27′34″B 107°54′51″Đ / 15,45944°B 107,91417°Đ, sau đó đến thủy điện Đăk Mi 4C 15°27′54″B 107°55′39″Đ / 15,465°B 107,9275°Đ, rồi ra sông Trường từ đó tới sông Thu Bồn.

## Đăk Mi
Đăk Mi là dòng lớn nhất trong số dòng ở thượng nguồn hợp thành sông Vu Gia thuộc hệ thống sông Vu Gia - Thu Bồn ở tỉnh Quảng Nam.

## Tác động môi trường dân sinh

### Chuyển dòng nước và hệ lụy
Thủy điện Đăk Mi 4 thực hiện chuyển dòng nước từ Đăk Mi sang "sông Trường" và từ đó về sông Thu Bồn. Sự chuyển nước này tạo ra cột nước cao phát ra nhiều điện, nhưng làm kiệt nước bên dòng sông Vu Gia và là vấn đề đang tranh cãi. Sự việc làm sông thiếu nước phục vụ dân sinh, và tiềm ẩn nguy cơ khi thủy điện xả lũ theo đường sông cũ thì người dân bất ngờ không quen phản ứng nên xảy ra nhiều thiệt hại.
Năm 2016 Đăk Mi 4 thuộc nhóm bị phạt về vi phạm quy định về tài nguyên nước 

### Xả lũ năm 2020 gây thiệt hại
Trong khi người dân quen với dòng Đăk Mi cạn khô, thì chiều ngay 28/10/2020 Thủy điện Đăk Mi 4 xả lũ, khiến khoảng 560 hộ dân ở huyện Nam Giang có tài sản nhà cửa bị cuốn trôi, thiệt hại khoảng 38 tỉ đồng. Tuy nhiên việc đền bù thiệt hại của dân được coi là "hỗ trợ" và đến tháng 04/2021 vẫn cò cưa thiếu trách nhiệm với người dân.